# Skosarivske, Berezivka
Skosarivske (în ucraineană Скосарівське) este un sat în comuna Stari Maiakî din raionul Berezivka, regiunea Odesa, Ucraina.

## Demografie
Componența lingvistică a localității Skosarivske
     Ucraineană (92,05%)
     Rusă (4,55%)
     Română (3,41%)
Conform recensământului din 2001, majoritatea populației localității Skosarivske era vorbitoare de ucraineană (92,05%), existând în minoritate și vorbitori de rusă (4,55%) și română (3,41%).